# Indian Journal of Ophthalmology
L'Indian Journal of Ophthalmology è una rivista medica ad accesso aperto, sottoposta a revisione paritaria e pubblicata dalla Medknow Publications per conto della All India Ophthalmological Society. La rivista pubblica articoli di oftalmologia e scienza della percezione visiva.

## Indicizzazione
La rivista è indicizzata da: Abstracts on Hygiene and Communicable Diseases, Biological Abstracts, BIOSIS Previews, CAB Abstracts, CINAHL, EBSCO, Excerpta Medica/EMBASE, Expanded Academic ASAP, Global Health, Health & Wellness Research Center, Health Reference Center Academic, MEDLINE/Index Medicus, PubMed, SafetyLit, Science Citation Index Expanded, SCOLOAR, Scopus, SIIC databases, SNEMB, Tropical Diseases Bulletin e Ulrich's Periodicals Directory.
Al 2025 l'indice H è stato pari a 55 e quello a 5 anni è stato di 93, posizionando la rivista all'ottavo posto nella categoria oftalmologica e optometrica di Google Scholar.